# Пиатра (Констанца)
Пиатра (рум. Piatra) насеље је у Румунији у округу Констанца у општини Михаил Когалничану. Oпштина се налази на надморској висини од 6 m.

## Становништво
Према подацима из 2002. године у насељу је живело 1347 становника.

### Попис2002.
| Расподела становништва по националности 2002.‍ | Расподела становништва по националности 2002.‍ | Расподела становништва по националности 2002.‍ | Расподела становништва по националности 2002.‍ | Расподела становништва по националности 2002.‍ |
| --------------------------------------------- | --------------------------------------------- | --------------------------------------------- | --------------------------------------------- | --------------------------------------------- |
|                                               |                                               |                                               |                                               |                                               |
| Румуни                                        | Румуни                                        |                                               | 1.307                                         | 97,4%                                         |
| Турци                                         | Турци                                         |                                               | 35                                            | 2,6%                                          |